# Holeby Kirke
Holeby Kirke ligger på et højdedrag i den vestlige del af Holeby Sogn. Oprindelig lå kirken i byens midte, der dengang var en samling gårde; men da disse flyttedes ud, og byen i øvrigt blev stationsby og centrum derfor rykkede østpå, kom kirken til at ligge alene.

## Historie
Holeby kirke er bygget i midten af 1200-tallet under Valdemar Sejr. Den er oprindeligt indviet til Sankt Johannes Chrysostomos.

## Arkitektur
Den romanske bygning, der er enklere end de fleste andre samtidige kirker på Lolland, er opført af meget store, røde munkesten på skråkantsokkel og består af et romansk kor og skib med et sengotisk våbenhus med hvælving fra 1800-tallets slutning. Våbenhuset er delvist muret af glaserede munkesten og har kamtakket blændingsgavl og tre spidsbuede højblændinger. Koret, der er opført først, har nyere gesims på sydsiden en (vistnok ikke oprindelig) præstedør, der er tilmuret. Skibet har en gesimsfrise under tagskægget, bestående af kvadratiske blændinger under et savskifte. Skibets rundbuede døre sidder begge i svage portalfremspring – norddøren (kvindernes indgang) er tilmuret, mens syddøren, der er i brug, er uændret. Kirken er uden tårn, men blev i 2002 forsynet med en klokkestabel. Dens loft er fladt.

## Holeby-krucifikset
I korbuen hang en af de få virkelig kendte genstande fra denne kirke: Holeby-krucifikset, der nu kan ses på Maribo museum. Det er fra højgotikkens periode (første halvdel af 1300-tallet). Det gør indtryk med størrelsen – og sit mærkeligt levende udtryk, som om Jesus siger: ”Jeg tørster!” Men det er fjernet fra kirken, fordi det ville gå til i kirkens indeklima.

## Døbefont
Døbefonten er lavet på Gotland, den er senromansk og usædvanlig stor for en kirke af denne størrelse.

## Prædikestol
Prædikestolen er fra 1586. Der har været malede figurer i arkadefelterne, formentlig de fire evangelister. De er borte nu.

## Alter
Den oprindelige altertavle bar navnet ”Sct. Chrysostomos”
(formodentlig kirkefaderen Johannes Chrysostomos). Den blev kasseret ved reformationen, og en ny blev anskaffet i 1590. Det eneste, vi ved om den, er prisen: 8 ½ daler til snedkeren, 32 daler og 24 skilling til maleren. Den blev erstattet i 18.. af den nuværende, der viser den korsfæstede Kristus. Den er åbenlyst et bestillingsarbejde udført af en illustrator mere end en kunstner, og den er formentlig en kopi af et andet maleri og savner ’glød’ og personligt engagement i udførelsen. Men den fungerer fint i kirkerummet og stemmer smukt med rummets blå-hvide farvetoner.

## Præster siden reformationen
| Årstal    | Præst                           | Kapellan                     |
| --------- | ------------------------------- | ---------------------------- |
| 1555-1579 | Claus Clausen                   | Hans Viborg                  |
| 1580-1591 | Christopher Pedersen Bager      | Jacob Ibsen Tyche ?-1582     |
| 1592-     | Lauritz Jacobsen „Thirsted“     |                              |
|           | Niels Jensen “Staurebye”        | Anders Jørgensen Maas ?-1635 |
|           | Iver Madtzen                    |                              |
| 1641-1658 | Jørgen Hansen Bogense           |                              |
| 1658-1680 | Hans Hansen Skjælskør           |                              |
| 1680-1706 | Knud Jørgensen Holmer           |                              |
| 1706-1735 | Diderik Homer                   |                              |
| 1735-1777 | Herman Fuglsang                 |                              |
| 1777-1782 | Borchsenius                     |                              |
| 1782-1788 | Severin Christian Thørcke       |                              |
| 1788-1792 | Christen Andersen Lund          |                              |
| 1792-1797 | Anders Krog Holm                |                              |
| 1797-1814 | Hans Ditlev Heineth             |                              |
| 1814-1831 | Johan Adam Braes                |                              |
| 1831-1840 | Joachim Otto Paul Steenstrup    |                              |
| 1841-1855 | Henrik Posselt                  |                              |
| 1855-1871 | Jacob Peder Dorph Paludan       |                              |
| 1871-1880 | Otto Reinhold Emiil Pontoppidan |                              |
| 1881-1884 | Hans Kristian Rørdam            |                              |
| 1885-1909 | Daniel Maximilian Lundsteen     |                              |
| 1909-1936 | Vilhelm Carl Georg Møller       |                              |
| 1936-1945 | Kaj Herreborg Elleby            |                              |
| 1945-1962 | John Sauntved                   |                              |
| 1962-1984 | Niels August Krapper            |                              |
| 1984-2003 | Hans Marxen                     |                              |
| 2003-?    | Anders Christensen Blichfeldt   |                              |